# Roland Impex
S.C. Roland Impex S.R.L. (din 2011 SC SUCCES NIC COM SRL) este o companie producătoare de produse de panificație din România . Firma a fost înființată în anul 1992 și a fost deținută până în anul 2011 de către fostul viceprimar al orașului Turda, Mircea Irimie .
Compania deține o unitate de producție cu două secții pe o suprafață de 1.500 de m2 și distribuie marfă proprie în județele Cluj, Mureș și Alba, prin 15 magazine .
Pe lângă activitatea de producție și distribuție a produselor de panificație, compania clujeană se ocupă și de comerțul cu amănuntul, carmangerie și deține un laborator de cofetărie, o pizzerie și un restaurant .
Cifra de afaceri în 2007: 3,8 milioane euro 
Mircea Irimie a renunțat la 12 ianuarie 2011 la firma SC ROLAND IMPEX SRL și a vândut activele și pasivele societății firmei SC SUCCES NIC COM SRL, proprietate a omului de afaceri Nicolae Sarcină din Tg.Jiu, județul Gorj.